# James W. Davis

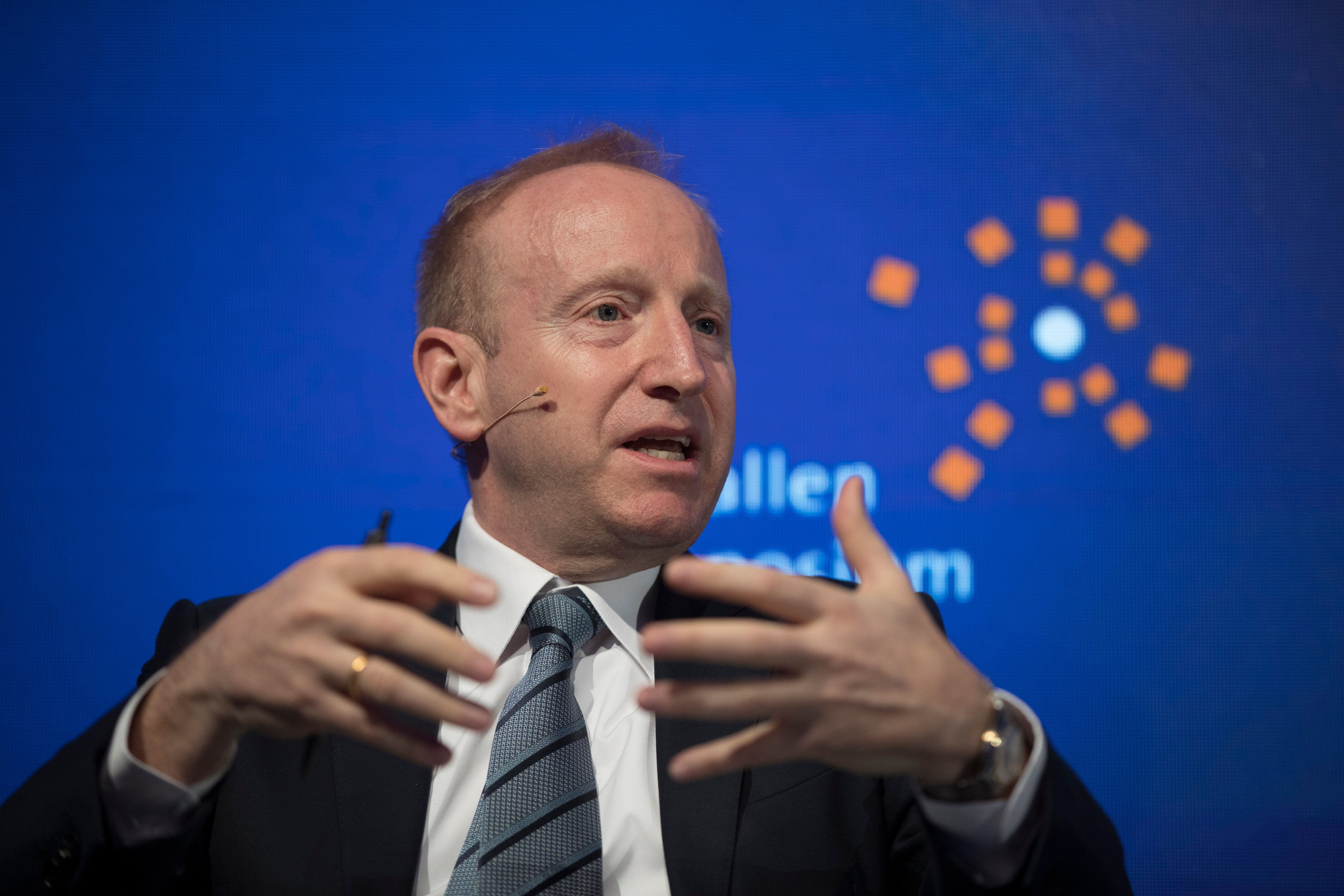
James W. Davis am St. Gallen Symposium (2017)

James W. Davis (* 1. November 1963 in Marquette, Michigan) ist ein US-amerikanischer Politikwissenschaftler.

## Leben
Davis absolvierte sein Studium in Internationalen Beziehungen und Politikwissenschaft an der Michigan State University und der Columbia University, wo er später unter der Betreuung von Robert Jervis auch promovierte. Es folgte ein Postdoctoral Fellowship an der Harvard University. Im Juni 2002 erlangte Davis seine Habilitation an der Ludwig-Maximilians-Universität in München. Seit April 2005 ist Davis ordentlicher Professor für Politikwissenschaft mit besonderer Berücksichtigung der Internationalen Beziehungen an der Universität St. Gallen. Professor Davis war Dekan der School of Economics and Political Science (SEPS), Direktor des Instituts für Politikwissenschaft (IPW-HSG) und leitete das Kompetenzzentrum für Sicherheitswirtschaft und Technologie (Centre for Security Economics and Technology, CSET), ein Kooperationsprojekt mit dem VBS. Seine Expertise liegt im Bereich der internationalen Politik und umfasst im Speziellen die Bereiche der US-Außen- und Sicherheitspolitik, Methoden der Politikwissenschaft, Politische Psychologie sowie der transatlantischen Beziehungen.

## Publikationen
- „Clausewitz on Small War“ (mit Christopher Daase), Oxford University Press, Oxford 2015.
- “Psychology, Strategy and Conflict: Perceptions of Insecurity in International Relations” (ed.), Routledge, Oxford 2012.
- “The (Good) Person and the (Bad) Situation: Recovering Innocence at the Expense of Responsibility?” in: James W. Davis (ed.), Strategy, Psychology and Conflict: Perceptions of Insecurity in International Relations, 2012.
- “A Critical View of Global Governance”, in: Swiss Political Science Review 18:2, 2012, S. 149–286.
- “The Timeliness of Pre- and Early Modern International Law: A View from Political Science”, in: Zeitschrift für historische Forschung 45, 2011.
- “Can Disarmament Work? Debating the Benefits of Nuclear Weapons” (mit Josef Joffe), in: Foreign Affairs 90:4, 2011.
- “Less than Zero” (mit Josef Joffe) in Foreign Affairs 90:1, 2011.
- “From Logic to Logics: The Relationship of Particular Cases to General Patterns in Social Life,” in: Nicholas Onuf et al. (Hrsg.): On Rules, Politics, and Knowledge, Palgrave Macmillan, New York 2010.
- “Transatlantic Relations”, in: Bertrand Badie et al. (Hrsg.): International Encyclopedia of Political Science, Sage, London 2010.
- “Washingtons Krieg gegen den Terror – Lehren aus den Fehlern der Bush-Administration”, in Reinhard C. Meier-Walser (Hrsg.): Die Außenpolitik der USA. Präsident Obamas neuer Kurs und die Zukunft der transatlantischen Beziehungen, München: Hanns-Seidel-Stiftung, 2009.
- “Sicherheitswirtschaft: Auch eine Public Management-Herausforderung”, Sicherheit und Frieden, 25:4, 2007.
- “Wessen Wille? Welche Ordnung? Eine Replik auf Zürn et al.”, Zeitschrift für Internationale Beziehungen 14:1, 2007.
- “Abusing The Holocaust Analogy?” Security Studies 15:4, 2006.
- “Terms of Inquiry: On the Theory and Practice of Political Science”, Johns Hopkins University Press, Baltimore 2005.
- When norms clash: international norms, domestic practices, and Japan's internalisation of the GATT/WTO. In: Review of International Studies. Band 31, Nr. 1, 2005, S. 3–25, doi:10.1017/S0260210505006273 (englisch, mit Andrew P. Cortell).
- “Confounding Conceptual Clarity”, in: Qualitative Methods: Newsletter of the American Political Science Association Organized Section on Qualitative Methods, Vol. 3:2, 2005.
- “Europäische Sicherheit und transatlantische Beziehungen”, in: Franz Kernic & Gunther Hauser (eds.), Handbuch zur europäischen Sicherheitspolitik, Peter Lang Verlag, Wien 2005.
- “German Unification” (mit William Wohlforth), in: Richard K. Herrmann und Richard Ned Lebow (Hrsg.): Ending the Cold War, Palgrave, New York 2003.
- “Zur Zukunft der NATO: Reflexionen eines Amerikaners in Deutschland”, in: Argumente und Materialien zu Zeitgeschehen 34, Hanns-Seidel-Stiftung, München 2002.
- “German Fictions: An Exchange”, in: The National Interest 62, 2000, S. 97–102.
- “Threats and Promises: The Pursuit of International Influence”, Johns Hopkins University Press, Baltimore 2000.
- “Understanding the Domestic Impact of International Norms: A Research Agenda,” in International Studies Review 2, 1, 2000, S. 65–87 (mit Andrew P. Cortell).
- “Taking Offense at Offense-Defense Theory,” International Security 23, 3 (Winter 1998/99), S. 179–206. Reprinted in Michael E. Brown et al. (eds.), Offense, Defense, and War, Cambridge: MIT Press, 2004.
- “How Do International Institutions Matter? The Domestic Impact of International Rules and Norms”, in International Studies Quarterly 40, 1996, S. 1–478 (mit Andrew P. Cortell). Reprinted in Timothy J. Sinclair (ed.), Global Governance: Critical Concepts in Political Science, Routledge, New York 2000; also reprinted in Beth Simmons (ed.), International Law, Sage, London 2008.
- “The Role of Promises in Deterrence”, Ann Arbor, UMI, Michigan 1995.
- “Projecting Power: An Indirect Approach”, in: Charles Hermann (Hrsg.), The American Defense Annual: 1993–1994, Lexington Books, New York 1994, S. 129–146. (mit Jack L. Snyder).

## Gremientätigkeit
- 2014–2015 Mitglied der Kommission des Deutschen Bundestags zur Überprüfung und Sicherung der Parlamentsrechte bei der Mandatierung von Auslandseinsätzen der Bundeswehr („Rühe-Kommission“)
- 2011–2012 Mitglied der Expertenrunde, Zukunftsdialog der Bundeskanzlerin, Bundeskanzleramt
- seit 2008 Mitglied im Steering Committee, Standing Group on International Relations, European Consortium for Political Research (ECPR)
- seit 2007 Vorsitzender, Programmkommission, Doctorate in International Affairs and Political Economy, Universität St. Gallen
- seit 2006 Mitglied, Herausgebergremium, Schweizerische Zeitschrift für Politikwissenschaft
- seit 2005 Mitglied, Long Range Planning Committee, International Studies Association